# Дзецца, Микеле
Микеле Дзецца (итал. Michele Zezza; 9 июня 1780, Неаполь — 8 марта 1867, Неаполь) — итальянский поэт и драматург, писавший на литературном языке и на неаполитанском диалекте.

## Биография
Происходил из аристократического семейства баронов Дзаппонета, имя которых носит одноимённый город, основанный в 1768 году как поселение вокруг баронского поместья. Получил домашнее образование под руководством священников Иньяцио Фальконьери и Доменико Дженовези. В 1805 году женился на Антониетте Коша, дочери герцога Падули. В 1830—1850-е гг. приобрёл известность своей помощью больным во время разнообразных эпидемий, в том числе холерных.

## Творчество
Начал сочинять стихи в четырнадцатилетнем возрасте. Первую книгу стихов выпустил в 1802 году на итальянском языке, с посвящением своему отцу; к 1818 году напечатал уже пятитомное собрание стихотворений. В дальнейшем в большей степени выступал как комедиограф, перейдя главным образом на неаполитанский диалект. С 1834 года опубликовал множество книг и брошюр. Среди прочего в 1843 году напечатал поэму «Дзеццеида» (неап. La Zezzeide), в которой описал собственную жизнь от рождения до текущего момента в 206 сонетах; в 1850 году выпустил продолжение — описание последующих семи лет своей жизни в 197 сонетах. Дзецце приписывается также авторство первоначального, неаполитанского текста песни «Санта Лючия», завоевавшей в дальнейшем известность с итальянскими словами.
Часть произведений Дзеццы представляли собой переводы и переложения. В частности, он выпустил на неаполитанском диалекте стихотворные переложения комедий Мольера «Смешные жеманницы», «Мнимый больной» и «Брак поневоле», переработанных с добавлением местного колорита, и несколько драм Пьетро Метастазио.